# Centre d'Art Santa Mònica

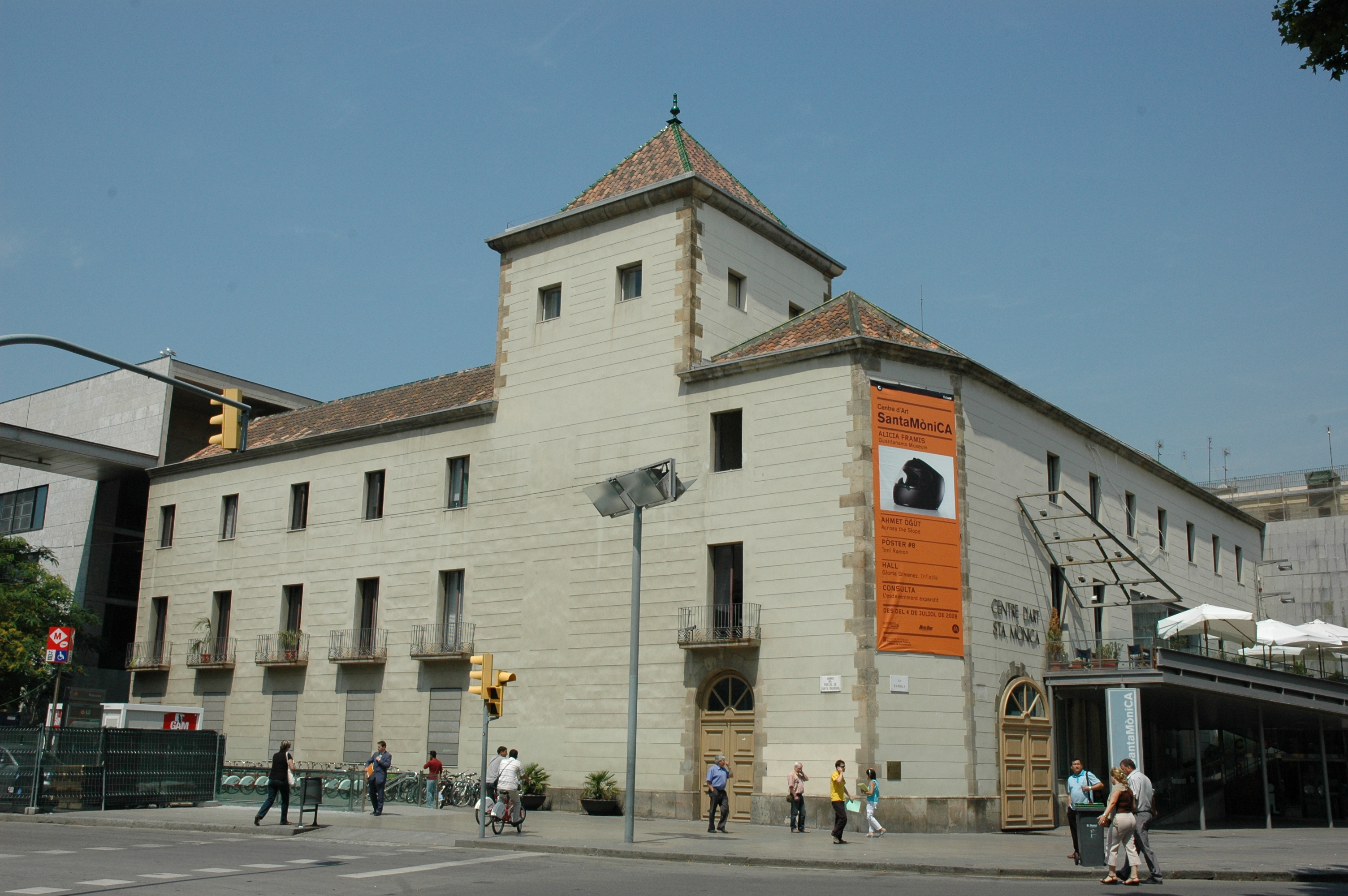
Byggnadens fasad mot havet.

Centre d'Art Santa Mònica, förkortas Arts Santa Mònica, grundat 1988, är ett kreativitetscenter och museum för den samtida konsten, beläget vid La Rambla i Barcelona. Byggnaden från 1626 var ett konvent under renässansen och är i dag ett minnesmärke.